# 格奧爾格·奧古斯特 (梅克倫堡-施特雷利茨)
格奧爾格·奧古斯特王子（德語：Georg August Ernst Adolf Karl Ludwig，1824年1月11日—1876年6月20日），梅克倫堡-施特雷利茨大公格奧爾格的次子，腓特烈·威廉的弟弟。

## 家庭
1851年，格奧爾格·奧古斯特與俄羅斯的葉卡捷琳娜·米哈伊洛芙娜女大公結婚，共有3子2女：
- 尼库劳斯公爵（1854年—1854年），夭折
- 海倫公主（1857年—1936年）
- 格奧爾格·亞歷山大（1859年—1909年），因貴庶通婚失去繼承權（1918年阿道夫·腓特烈六世自殺後，家族面臨絕嗣危機，因此他的兒子格奧爾格於1929年被承認為家族繼承人）
- 玛丽公主（1861年—1862年）
- 卡爾·米夏埃爾（1863年—1934年），1918年成為家族首領，無嗣